# Earl Madery
Earl M. Madery est un ingénieur du son américain, né le 17 août 1918 à Central City (Iowa), mort le 21 février 2014.

## Filmographie (sélection)
- 1974 : 747 en péril (Airport 1975) de Jack Smight
- 1975 : Les Dents de la mer (Jaws) de Steven Spielberg
- 1975 : La Sanction (The Eiger Sanction) de Clint Eastwood
- 1976 : Un tueur dans la foule (Two-Minute Warning) de Larry Peerce
- 1976 : Car Wash de Michael Schultz
- 1976 : La Bataille de Midway (Midway) de Jack Smight
- 1976 : Complot de famille (Family Plot) d'Alfred Hitchcock
- 1977 : La Castagne (Slap Shot) de George Roy Hill
- 1979 : Airport 80 Concorde (The Concorde... Airport '79) de David Lowell Rich
- 1980 : Le Plus Secret des agents secrets (The Nude Bomb) de Clive Donner

## Récompenses
- Oscars 1976 : Oscar du meilleur mixage de son pour Les Dents de la mer